# Bruno Lança
Bruno Lança de Andrade, noto semplicemente come Bruno Lança (San Paolo, 18 febbraio 1983), è un ex calciatore brasiliano, di ruolo centrocampista.

## Carriera
Originario di San Paolo, cresce calcisticamente nell'Atlético Paranaense, in cui trascorre due anni in prima squadra dal 2002 al 2004, quando passa alla Juventude, dove rimane una stagione, collezionando 7 presenze e segnando un gol.
Nella sezione estiva di calciomercato del 2005 approda nel massimo campionato italiano alla Reggina. Dopo aver esordito in Serie A in Reggina-Treviso (1-2) il 26 ottobre 2005, sostituendo al 76' Filippo Carobbio, la sua esperienza italiana è praticamente finita, e nel 2006 torna in patria al Santa Cruz, nella Série A brasiliana: trova spazio con 11 presenze e un gol.
Nel 2007 si trasferisce in Cina al Wuhan, club della massima serie cinese. Il 22 febbraio 2008 firma per il Mirassol, nella Serie A1 del Campionato Paulista. A gennaio 2009 si accasa al Noroeste, sempre nella A1 Paulista, risolvendo il contratto circa un mese dopo. Da febbraio a maggio 2009 milita nel Linense.